# Kim Tong-ni

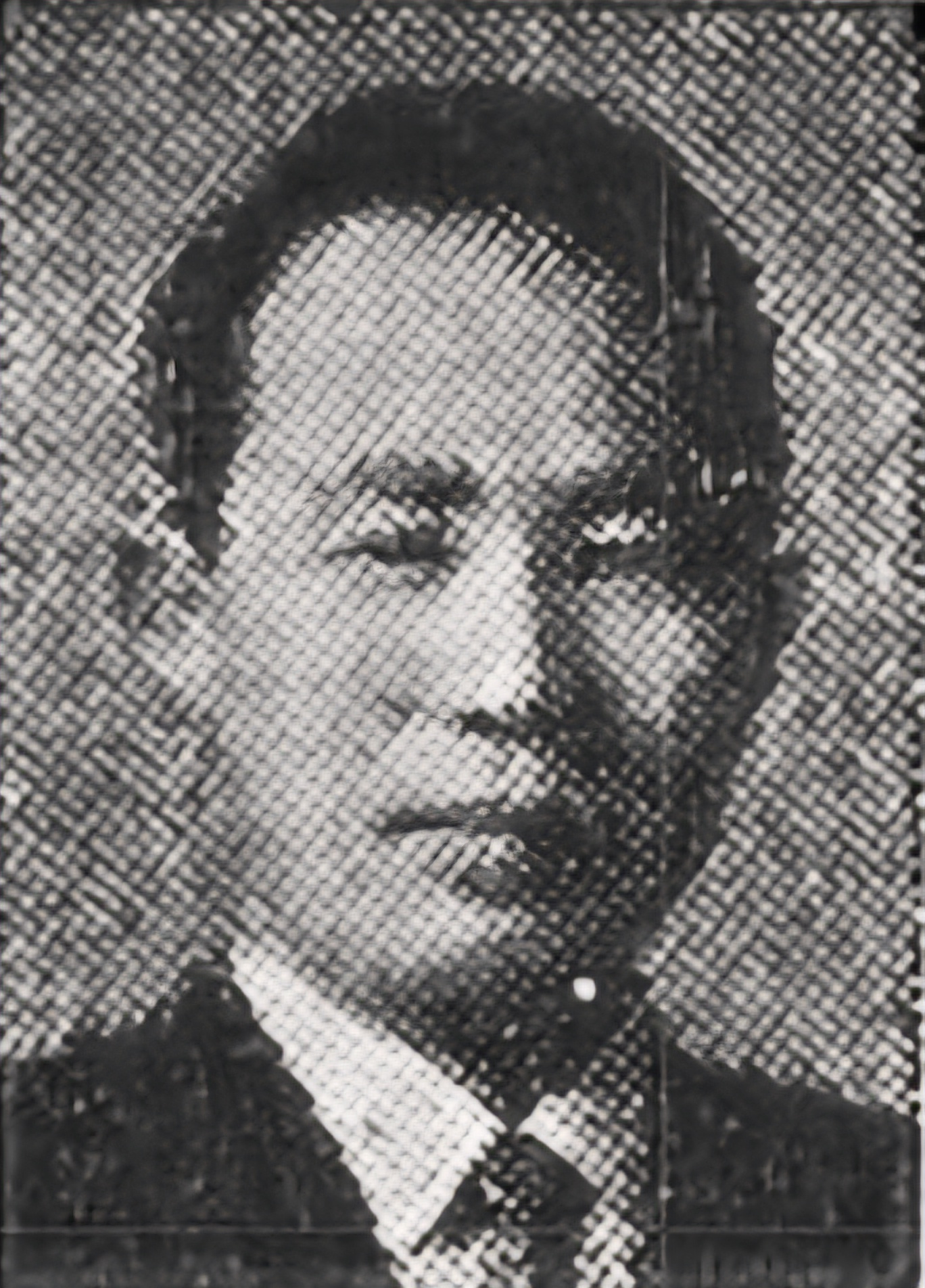
Kim Tong-ni

Kim Tong-ni, właśc. Kim Si-dzong (ur. 1913 w Gyeongju, zm. 1995 w Seulu) – koreański pisarz.
Jest autorem m.in. nowel Hwarangyi hue (Potomkowie hwarangów, 1935), Portret szamanki (1935) i Tyngsinbul (1961) (polski przekład obu ukazał się w "Literaturze na Świecie" nr 2 z 1992 i w antologii "Barwy miłości" z 1995). Wprowadził do współczesnej koreańskiej prozy elementy rodzimego folkloru. Jego twórczość oddaje splot religii i wierzeń obecnych w dzisiejszej Korei.